# Villa Parque Síquiman
Villa Parque Síquiman é uma comuna da província de Córdoba, na Argentina.